# Solarpark Neuhardenberg
Der Solarpark Neuhardenberg ist eine Photovoltaik-Freiflächenanlage in Brandenburg, die im Jahr 2012 auf dem Gelände des Flugplatzes Neuhardenberg errichtet wurde. 2015 wurde zusätzlich ein Batterie-Speicherkraftwerk errichtet.

## Solarpark
Der Solarpark besteht aus mehreren Teilflächen mit einer Gesamtleistung von 145 MWp auf 240 ha und war bei Inbetriebnahme der leistungsstärkste Solarpark Deutschlands und einer der größten in Europa. Das jährliche Regelarbeitsvermögen liegt bei rund 140 GWh.  Dies entspricht dem durchschnittlichen Stromverbrauch von ca. 48.000 Haushalten. Errichtet wurde die Anlage binnen fünf Wochen von ca. 2000 Monteuren, die Eröffnung fand im Oktober 2012 statt. Das Projekt wurde durch die Investoren ENERPARC AG (80 MW), ecos-energy GmbH (20 MW), MEP Asset Management GmbH (23 MW) und BaySolar AG (20 MW) unter der Projektleitung der ENFO AG realisiert. Die Investitionssumme betrug ca. 200 Mio. Euro. Im Jahre 2019 wurde dort der erste Elektro-Porsche Taycan der Öffentlichkeit vorgestellt.

## Speicherkraftwerk
2015 wurde auf dem Gelände ein Batterie-Speicherkraftwerk auf Basis von Lithium-Ionen-Akkumulatoren mit einer Leistung von 5 MW und einer Speicherkapazität von 5 MWh errichtet, der im Juli 2016 nach 15 Monaten Probebetrieb offiziell eröffnet wurde. Hauptaufgabe des Speichers ist die Erbringung von Systemdienstleistungen wie z. B. die Stabilisierung der Netzfrequenz. Hierbei kann der Speicher die gleiche Regelfunktion erbringen wie ein konventionelles Kraftwerk mit 100 MW und durch die Verringerung der Must-Run-Leistung fossiler Kraftwerke Treibhausgas- und Schadstoffemissionen einsparen. Der aus fünf baugleichen Modulen aufgebaute Speicher verfügt über eine erwartete Lebensdauer von 18 Jahren und wurde vom Land Brandenburg mit 2,85 Mio. Euro gefördert. Die Baukosten betrugen ca. 6,25 Mio. Euro.